# 15396 Говардмур
15396 Говардмур (15396 Howardmoore) — астероїд головного поясу, відкритий 24 жовтня 1997 року.
Тіссеранів параметр щодо Юпітера — 3,332.